# Mare de Déu del Sofratge

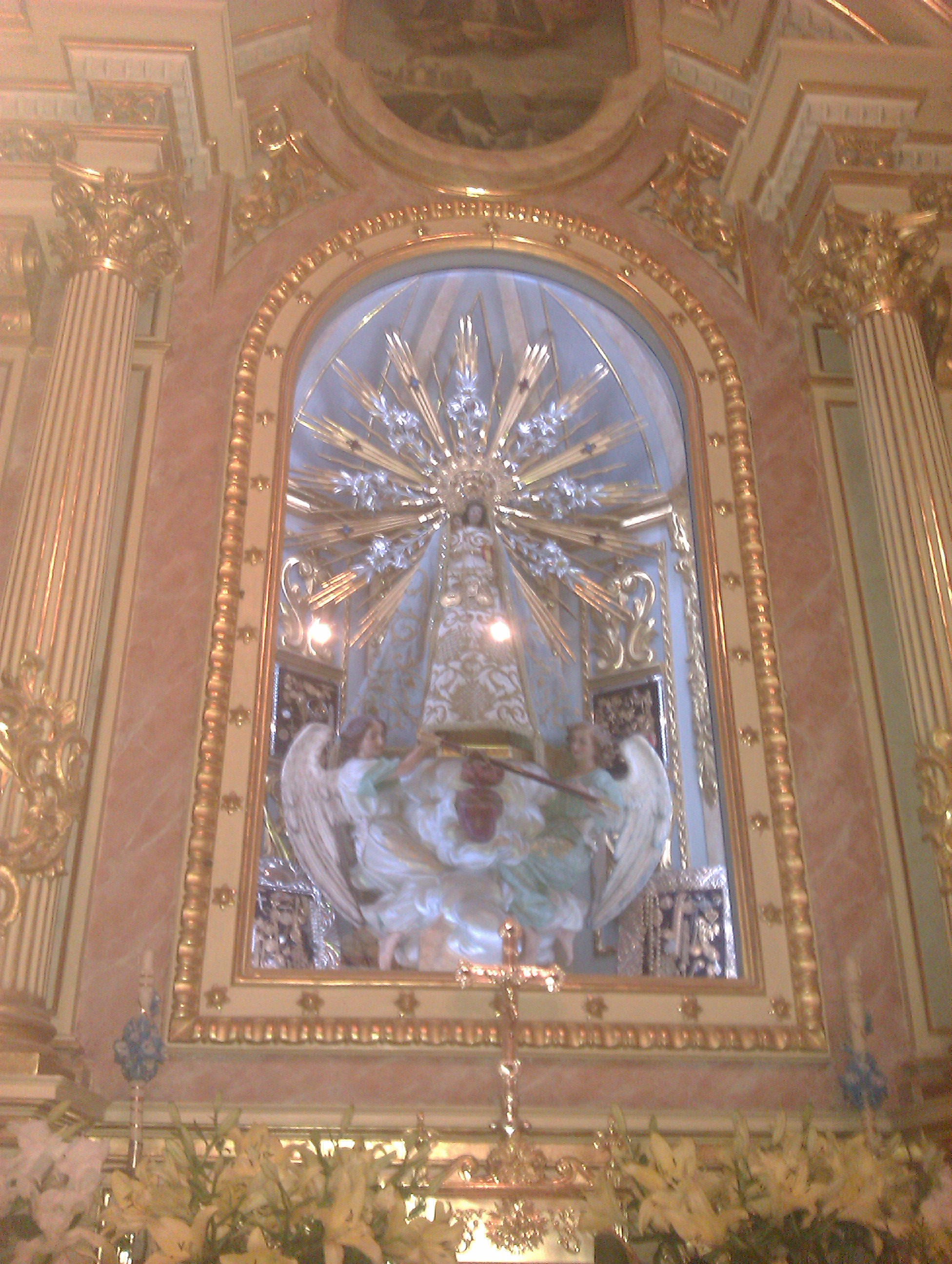
Imatge de la Mare de Déu del Sofratge a la Capella de la Mare de Déu a l'Església de Sant Jaume i Santa Anna de Benidorm

La Mare de Déu del Sofratge és la patrona de Benidorm, juntament a Sant Jaume Apòstol, i les seues festes cauen sempre el segon diumenge de novembre. Actualment se sap, gràcies a Pere Maria Orts i Bosch i el seu llibre "Una imagen de la Virgen en Benidorm", que esta advocació mariana es basa a partir d'una figura de la Mare de Déu del Carme trobada a un llondro cremat a la platja de Ponent de Benidorm l'any 1740.
Sofratge és l'adaptació fonètica del vocable sufragi segons els parlars de la Marina Baixa, significant la Mare de Déu dels auxilis espirituals de les ànimes del purgatori.

## Història de l'advocació
Segons conta la llegenda de la Mare de Déu que existia en la població benidormera abans de Pere Maria Orts, en 1740 els veïns de Benidorm es van vore sorpresos per l'arribada a la platja d'un llondro que havia navegat fins allà sense tripulació. Es va creure que la causa possible de la desaparició dels tripulants era la pesta i açò va provocar temor. Les autoritats, després de discussions i consultes, van decidir cremar la nau sense llevar res del seu interior. Quan les flames es van apagar, els xiquets van buscar claus i ferros entre les cendres i van trobar "intacta i lluenta" una imatge de la Mare de Déu amb el xiquet en braços, que el vaixell tenia a la popa.
A finals de la dècada dels 1950 Pere Maria Orts i Bosch va decidir investigar la història de la Mare de Déu anomenada "del Sofratge" i a l'estiu de 1963 va descobrir els documents que buscava a l'Arxiu General de Simancas. El fet que el llondro no va ser cremat el 1730 sinó el 1740, havia fet més difícil la recerca. El seu llibre que reunix totes estes recerques, Una imagen de la Virgen en Benidorm, descriu ben detalladament la veritable història de la Mare de Déu del Sofratge.
Ja segons els escrits i els parts que existien a l'arxiu de Simancas, el dia 15 de març de 1740, a boqueta nit, un vaixell, sense arboradura, navegava fora de la badia de Benidorm. Antoni Bayona, amb Vicent Llorca, Miquel Llorca i altres mariners, tots veïns de Benidorm, va salpar amb el seu llagut a la recerca del llondro. El van trobar a prop de l'illa i el van remolcar fins a la platja, arribant-hi a l'alba. Dins del vaixell només hi havia coses de poc de valor però a la popa hi havia una figura d'una Mare de Déu amb xiquet. Semblava que el llondro havia sigut construït a Màlaga. Al dia 26 de març el comissari reial de Guerra i Marina va declarar que havien de vendre el vaixell i tot el que hi havia dins en subhasta pública, però el dia 2 d'abril el governador d'Alcoi va enviar tres dragons a Benidorm per a cremar el vaixell per por a contagis. El comissari va protestar, tanmateix, malgrat les protestes, van cremar el vaixell el dia 5 d'abril. S'hi van traure catorze arroves i mitja de ferros entre les cendres i les van vendre en subhasta. Llavors amb la troballa de la figura mariana la Mare de Déu del Sofratge va començar a nàixer aquell dia amb el nom de Mare de Déu del Naufragi.
El iaio de Pere Mª. Orts, l'historiador Pedro María Orts i Berdín, havia escrit en Apuntes históricos de Benidorm que la imatge podria ser una imatge de la Mare de Déu del Carme, estant-hi d'acord el seu net. En Apuntes históricos de Benidorm, Pedro María Orts i Berdín diu que la Mare de Déu del Sofratge la van portar primer a un hospital que ja no hi existeix. Després va ser traslladada a l'església parroquial i quan van construir la nova capella de la comunió el 1844 hi va ser col·locada. Per llavors, segons els llibres parroquials, els benidormers encara l'anomenaven a les pregàries Virgen del Naufragio amb vacil·lacions amb Sufragio però l'arquebisbe de València va decidir que s'havia d'anomenar Virgen del Sufragio, anomenada pels benidormers Mare de Déu del Sofratge. L'any 1925 l'arquebisbe de València va coronar la imatge solemnement. Ja al desembre d'aquell any el rector, l'ajuntament, totes les autoritats i els veïns de Benidorm van demanar al Papa Pius XI que declarara a la Mare de Déu del Sofratge patrona de Benidorm. El rescripte pontifici es va rebre al poble el 2 de gener de 1926.
Durant la Guerra Civil es va decidir traure la Mare de Déu de l'església i alçar-la en un lloc més estalvi. Va ser un secret a crits perquè molts benidormers sabien on s'amagava, però ningú mai va dir res. Les joies es van lliurar al delegat de Govern civil d'Alacant per a cobrir despeses de la guerra. Després de la guerra es va pagar una nova corona per subscripció popular i va ser col·locada a la imatge per l'arquebisbe de Metimna el dia 12 de novembre de 1950, en Festes Majors.
En 1971 Pere Mª. Orts va publicar una obra de teatre Arribada d'una imatge de la Verge a Benidorm en què va condensar el que hi havia passat entre el 15 de març i el 5 d'abril en un dia només. L'Associació Cultural Recreativa La Barqueta es va crear i el seu objectiu principal és assegurar que la representació de la trobada de la Mare de Déu es fera a la platja de Ponent cada any, a banda de conservar els costums i tradicions de Benidorm. Pere Maria Orts va demanar a José Bayona Vives, el President de la Barqueta, que fera el paper del seu avantpassat, Antonio Bayona l'amo del llagut. José Bayona va fer este paper des de 1971 fins a 1988 i el seu fill Antonio Bayona ho fa des de 1988.
L'any 1980, segons els desitjos dels ciutadans de Benidorm, l'ajuntament va nomenar a la Mare de Déu alcaldessa perpètua de la vila i durant les Festes Patronals l'alcalde, José Such Ortega, la va obsequiar amb la vara de comandament. Al 255é aniversari de la trobada l'alcalde Vicente Pérez Devesa va reafirmar la seua posició d'alcaldessa perpètua.
Només es trau la figura autèntica de la Mare de Déu en ocasions molt especials. L'última vegada que es va traure quan el Rei, a través del Ministre de Defensa Federico Trillo, li va lliurar la Condecoració al Mèrit Naval el 16 de març de 2001. Existeixen diverses rèpliques de la Mare de Déu que es trauen a la processó de les Festes Majors Patronals o a la Nit de l'Albà i també hi ha una altra rèplica a l'església de Sant Miquel de la Barceloneta a Barcelona, ja que molt benidormers se n'anaren a viure-hi.
En 2009 la representació de la trobada de la patrona de Benidorm va obtindre la Declaració d'Interés Turístic. Al mateix any, la Comissió de Festes, la Regidoria de Festes i la Regidoria d'Educació van publicar L'hora de l'alba, un còmic dibuixat per Joan Fuster López, que relata la trobada de la Mare de Déu del Sofratge.